# Пье-оун, Пьяпонг
Пьяпонг Пье-оун (тайск. ปิยะพงษ์ ผิวอ่อน, англ. Piyapong Pue-on; 14 ноября 1959, Прачуапкхирикхан) — таиландский футболист, нападающий. Чемпион корейской К-Лиги 1985 года. Лучший бомбардир сборной Таиланда. Тренировал «Ройал Тай Эйр Форс», так как является офицером ВВС, в настоящее время работает тренером молодёжной сборной Таиланда (до 18 лет). Женат, имеет сына 1985 г.р.. Снялся в боевике «Рождённый сражаться» (2004) режиссёра Панны Риттикрая.
В составе сборной провёл 100 матчей и забил 70 голов.